# تاریخ‌نگاری
تاریخ‌نگاری (به انگلیسی: Historiography)، وصف و ثبت وجوه گوناگون حیات و احوال گذشته انسان در عرصهٔ سیاست و اجتماع است. بنا به تعریفی دیگر، تاریخ و نمود تاریخ و نشانه‌شناسی است که چگونگی به‌دست آمدن یا انتقال دانش گذشته را در نظر می‌گیرد. به‌طور رسمی تاریخ‌نگاری، نگارش تاریخ، و کاربرد روش‌های تاریخی را با پروا به تألیف، منابع، تفسیر، شیوه، غرض و خواننده بررسی می‌کند. پژوهشگران، تاریخ‌نگاری را موضوعی بررسی می‌کنند؛ برای نمونه، تاریخ‌نگاری اسلامی، تاریخ‌نگاری یونانی و …. و نیز بر پایهٔ رویکرد و نوع، دربرگیرنده تاریخ شفاهی و تاریخ اجتماعی.

## تاریخ‌نگاری در ایران عهد کهن و باستان
در ایران عهد کهن و در دوران باستان رویدادهای تاریخی ثبت می‌شده. این موضوع دلالت بر باور ایرانیان در وجود دوره و تاریخ و داشتن حساب سال و ماه است. در کتاب الفهرست ابن ندیم به وجود تاریخ‌نگاری در ایران قدیم اشاره و بیان شده که تاریخ را بر روی پوست خدنگ و پوست جانوران می‌نوشته‌اند.
همچنین ابن ندیم در روایاتی از قول ابومعشر اشاره کرده که پادشاهان باستانی ایران، جهت باقی ماندن علوم، جنس کتب کتابخانه‌ها را از سخت‌ترین و محکم‌ترین مواد برمی‌گزیدند که همان پوست درخت خدنگ توز بود و مخزن کتاب‌ها را برای سالم ماندن در مناسب‌ترین مکان‌ها از جمله سارویه جی اصفهان قرار دادند. (بعدها که بخشی از این مکان تخریب شده بود کتب زیادی از پیشینیان که همه از پوست خدنگ و به خط فارسی باستان در موضوعات گوناگون به‌دست آمد که پاره‌ای از آن متعلق به تهمورث بود.
افزون بر اوستا برخی کتب شناخته شدهٔ تاریخی را نیز از عهد کهن باستان می‌شناسیم که از آن میان می‌توان به یادگار زریران اشاره کرد. یادگار زریران کتابی تاریخی است که آن را شاهنامه گشتاسب نیز گفته‌اند. همچنین می‌توان از کتبی دیگر مانند آیین نارمک و کارنامهٔ اردشیر بابکان نام برد. برخی از پژوهشگران دیگر نیز به وجود نوعی تاریخ‌نگاری در ایران پیش از اسلام اذعان نموده‌اند:
«بر پایهٔ شواهد، مدارک و اسناد تاریخی شامل کتیبه‌ها، روایات مورخان غیر ایرانی مانند یونانیان، نشان می‌دهد که ایرانیان نیز نوعی تاریخ‌نگاری داشته‌اند. همچنین با توجه به محتویات بازمانده از فروردین‌یشت که به‌طور دقیق از اشخاص تاریخی نام می‌برد، می‌توان این مهم را دانست که ایرانیان هم، تاریخ مدون داشته‌اند که بسیاری از آن شاید به دست ما نرسیده‌است …»
دلیل دیگری که برای وجود تاریخ‌نویسی در ایران کهن و باستان می‌توان آورد از خود شاهنامهٔ فردوسی است. در هنگام مطالعهٔ شاهنامه بارها به رویدادهای تاریخی پیش از زمان خویش استناد می‌کنند. برای مثال در زمان کیخسرو وقایع زمان جمشید یا فریدون و … که اگر در جایی ثبت نبود فردوسی نیز نمی‌توانست به آن استناد کند. پس به‌خوبی آشکار است که در ایران عهد پیش از زمان فردوسی بزرگ تاریخ‌نگاری انجام می‌شده‌است. این منابع که بیشتر به زبان پهلوی بود، پس از یورش تازیان به‌وسیلهٔ دانشمندانی همچون ابن مقفع به فارسی بازگردانده شد.
حسین کریمان می‌نویسد:
«منابعی که از زمان‌های پیش از اسلام در موضوع‌های تاریخی به زبان پهلوی بازمانده بود، به‌وسیلهٔ دانشمندانی همچون ابن مقفع به فارسی بازگردانده شد و از آن پس این مهم مورد توجه قرار گرفت و امر تاریخ‌نویسی توسعه و رواج یافت و کتاب‌های عمده به نظم و به نثر تألیف گردید که جزو مأخذ شاهنامهٔ فردوسی است. این‌ها غیر از اوستا و تفاسیر آن است که مطالب تاریخی آن بی‌واسطه یا با واسطه در شاهنامه انعکاسی دارد».